# Dicerura divaricata
Dicerura divaricata är en tvåvingeart som beskrevs av Fedotova 2004. Dicerura divaricata ingår i släktet Dicerura och familjen gallmyggor. Inga underarter finns listade i Catalogue of Life.